# Северноамерикански зурлест скункс
Северноамерикански зурлест скункс (Conepatus leuconotus), също и мексикански скункс, е вид бозайник от семейство Скунксови (Mephitidae).

## Разпространение и местообитание
Разпространен е в Гватемала, Мексико, Никарагуа, Салвадор, САЩ и Хондурас.